# Ottorino Respighi

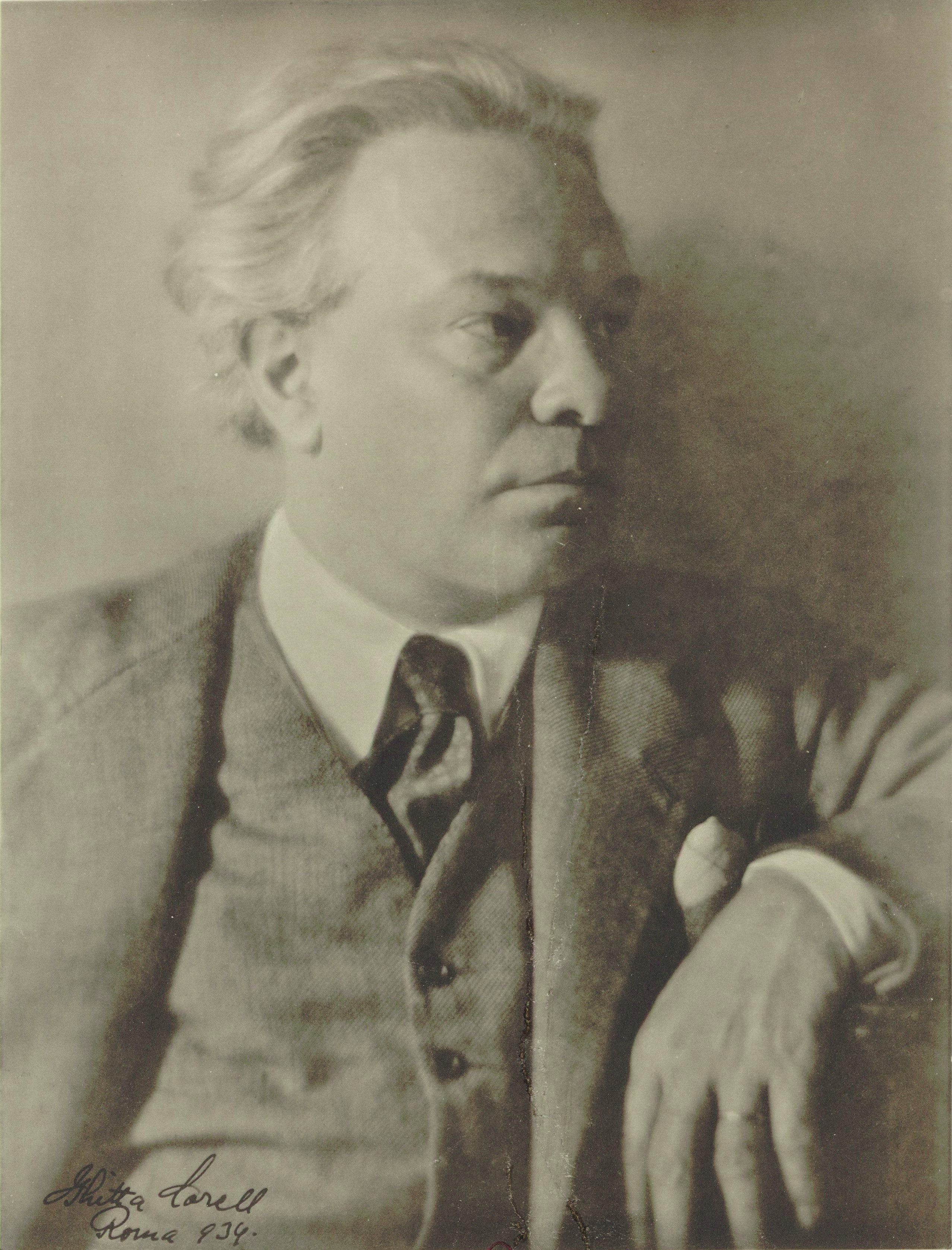
Ottorino Respighi, Fotografie von 1934

Ottorino Respighi (* 9. Juli 1879 in Bologna; † 18. April 1936 in Rom) war ein italienischer Komponist. Er gilt als führender Vertreter der neueren italienischen Instrumentalmusik.

## Leben
Respighi war der Sohn eines Klavierlehrers und erhielt als Kind Violin- und Klavierunterricht. Von 1891 bis 1899 studierte er am Liceo musicale in Bologna Violine und Viola bei Federico Sarti sowie Komposition bei Luigi Torchi und Giuseppe Martucci.
Nach seinem Abschluss am Liceo hatte er eine kurze Anstellung als Bratschist im Orchester der Stadt Bologna und nahm dann 1900/01 und nochmals 1902/03 ein Engagement an die Opera Italiana im Theater in Sankt Petersburg an. Dort begegnete er Nikolai Rimski-Korsakow, bei dem er einige Kompositionsstunden nahm und dessen farbige Orchesterbehandlung ihn stark beeinflusste. Von 1903 bis 1908 arbeitete er wieder als Orchestermusiker in Bologna und trat dabei zunehmend mit eigenen Kompositionen sowie mit Bearbeitungen barocker Werke hervor. Ein zweiter Aufenthalt in Berlin 1908/09, wo er seinen Lebensunterhalt als Pianist an der Gesangsschule Gardine-Gerster verdiente, weitete seinen musikalischen Horizont nochmals und brachte ihm erste kompositorische Anerkennung außerhalb Italiens ein.
Mit der Aufführung seiner Solokantate Aretusa 1911 wandte sich Respighi verstärkt der Klavierbegleitung zu. Da seine Hoffnung auf eine feste Anstellung am Liceo musicale in Bologna nicht in Erfüllung ging, nahm er 1913 eine Professur für Komposition am Liceo musicale di S. Cecilia in Rom an. Zu seinen Schülern gehörte ab 1915 die Komponistin und Sängerin Elsa Olivieri Sangiacomo, die Respighi 1919 heiratete. Die Ehe blieb kinderlos.
Respighis endgültiger Durchbruch als Komponist gelang 1916 mit der sehr erfolgreichen Aufführung seiner Fontane di Roma. 1923 wurde er Direktor des Conservatorio di S. Cecilia (wie das Liceo musicale di S. Cecilia seit 1919 hieß), gab diese Position jedoch 1926 wieder auf, da sie ihm nicht genügend Zeit zum Komponieren ließ. Seine Lehrtätigkeit setzte er aber bis 1935 fort.
In seinen späteren Jahren unternahm Respighi zahlreiche Reisen im In- und Ausland zur Aufführung seiner Werke, wobei er sowohl als Dirigent als auch als Klavierbegleiter (meist seiner Frau), gelegentlich auch als Solopianist auftrat. Seine Musik erfreute sich auch bei der faschistischen Regierung großer Beliebtheit, ohne dass sich Respighi jedoch enger mit ihr einließ.

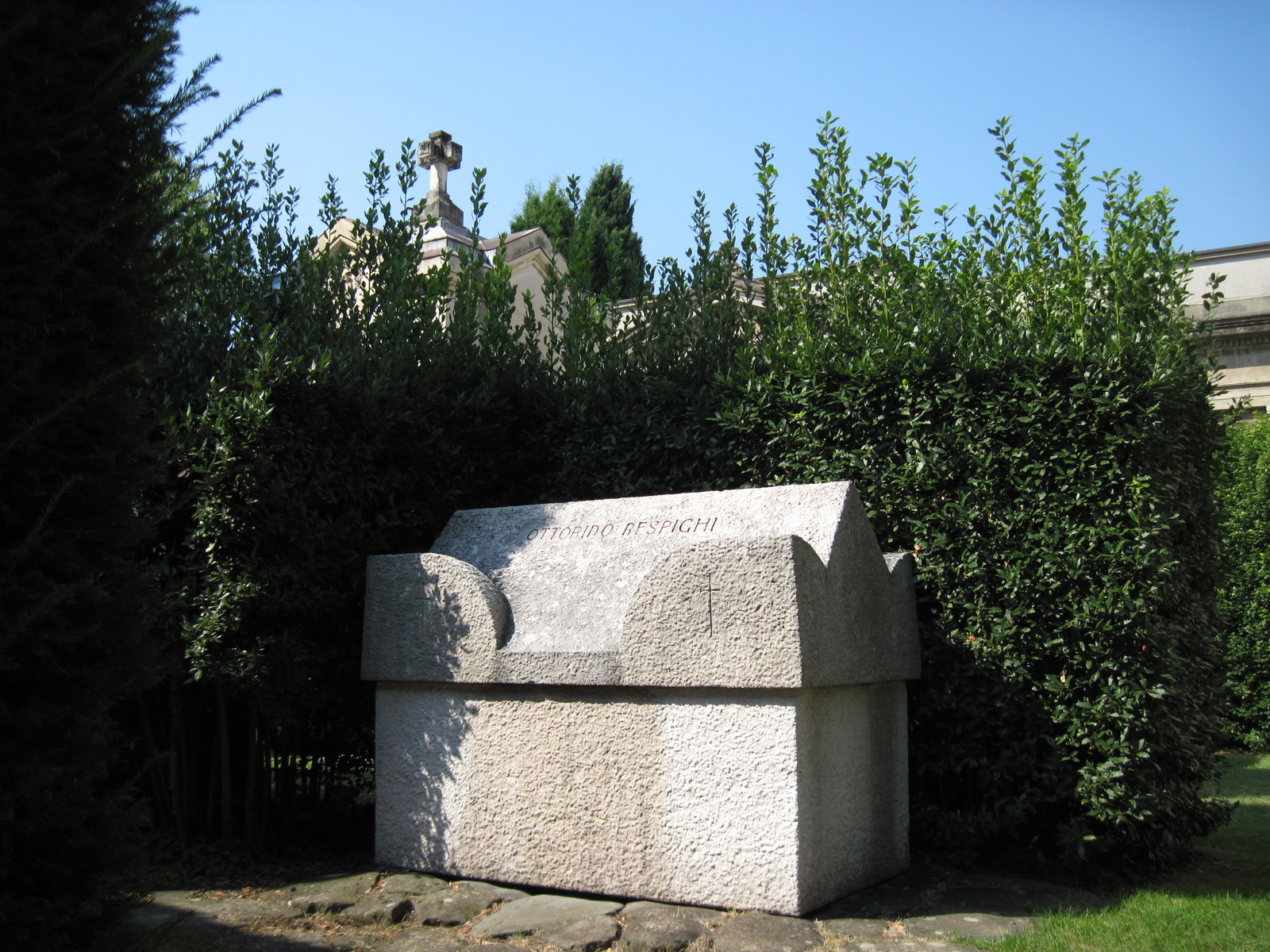
Grab von Ottorino Respighi in Certosa di Bologna, Italien

Ab 1933 konnte Respighi aus gesundheitlichen Gründen keine Werke mehr vollenden. Er starb im Alter von knapp 57 Jahren an einem Herzleiden. Seine Frau Elsa überlebte ihn um 60 Jahre und kümmerte sich während dieser Zeit intensiv um die Pflege seines musikalischen Erbes.

## Stil
Nach eher klassizistischen Frühwerken erweiterte sich Respighis Musiksprache nach dem Aufenthalt in Russland. Freie Form, erweiterte Harmonik und eine große Bandbreite im musikalischen Ausdruck bestimmten von nun an die Kompositionen. Nach Piero Santi ordnet man Respighi zusammen mit Ildebrando Pizzetti, Gian Francesco Malipiero und Alfredo Casella der „Generazione dell’ottanta“ (Generation der um 1880 Geborenen) zu. Diese Komponisten traten gegen die Übermacht der veristischen Oper von z. B. Giuseppe Verdi und einen aus ihrer Sicht zu starken Einfluss aus Frankreich und Deutschland auf die italienische Opernkultur ein und forschten in Bibliotheken und Archiven nach Quellen älterer italienischer Musik, die sie dann in ihren Werken zu einer zeitgenössischen Musikkultur, die auch Einflüsse aus ganz Europa einfließen ließ, verarbeiteten. Respighi selbst öffnete sich in seiner Musik z. B. der Bitonalität. Seine Orchesterwerke lassen Einflüsse des französischen Impressionismus erkennen; die Klangsprache von Maurice Ravel war ihm sehr nahe. Doch Respighi war auch ein Vertreter des Klassizismus in Italien. Anders als in Frankreich, wo die Gruppe Les Six eine Neue Einfachheit propagierte, die vor allem die Leichtigkeit der Wiener Klassik wiedererweckte, wendete sich Respighi vor allem der italienischen Musik des Barock und der Renaissance zu, deren Musik er z. T. in ein neues Klanggewand goss (Orchestersuite Gli Uccelli [Die Vögel]) oder benutzte, um Werke in stile antico wie z. B. Antiche danze ed arie per liuto zu schreiben.

## Werke

### Opern
- Re Enzo (dt. König Enzo; 1905). Komische Oper in drei Akten. Libretto: Alberto Donini. UA 12. März 1905, Bologna (Teatro del Corso).
- Al mulino (1908). Fragment, unaufgeführt.
- Semirâma. Poema tragico (1910). Drei Akte. Libretto: Alessandro Ceré. UA 1910 Bologna (Teatro comunale).
- Marie Victoire (1912–1914). Oper in vier Akten (fünf Bildern). Libretto: Edmond Guiraud (1912–1914; nach seinem gleichnamigen Schauspiel, UA 1911 Paris). UA 27. Januar 2004, Rom (Teatro dell’Opera); DEA 9. April 2009, Berlin (Deutsche Oper).
- La bella addormentata nel bosco. Fiaba musicale (auch La bella dormente nel bosco, dt. Dornröschen; 1916–1921). Drei Akte. Libretto: Gian Bistolfi, nach Charles Perrault. UA 1922 Rom (Teatro Odescalchi).
- Belfagor. Commedia lirica (1921–1922). Prolog, zwei Akte und Epilog. Libretto: Claudio Guastalla, nach Ercole Luigi Morselli. UA 1923 Mailand (Teatro alla Scala).
- La campana sommersa (dt. Die versunkene Glocke; 1925–1926). Oper in vier Akten. Libretto: Claudio Guastalla, nach Gerhart Hauptmann. UA (in deutscher Textfassung von Werner Wolff) 18. November 1927, Hamburg (Staatsoper). Italienische Erstaufführung: April 1929, Rom (Teatro dell’Opera).
- Maria egiziaca (dt. Die ägyptische Maria; 1931–1932). Mysterium in einem Akt (drei Episoden). Libretto: Claudio Guastalla. UA 1932 New York und Venedig.
- La fiamma. Melodramma (dt. Die Flamme; 1933). Drei Akte (vier Bilder). Libretto: Claudio Guastalla, nach Hans Wiers-Jenssen. UA 1934 Rom (Teatro dell’Opera).  DEA 7. Juni 1936, Berlin (Staatsoper Unter den Linden).
- Lucrezia. Istoria (1935/1936). Ein Akt (drei Szenen). Libretto: Claudio Guastalla. Fragment, ergänzt von Elsa Respighi. UA Mailand 1937 (Teatro alla Scala).

### Ballette
- La boutique fantasque (dt. Der Zauberladen; 1918). Ballett auf Themen von Gioachino Rossini. UA 1919 London (Alhambra Theatre)
- Scherzo veneziano. Azione coreografica (1920). Libretto: Ileana Leonidov. UA 1920 Rom (Teatro Costanzi)
- Sèvres de la vieille France (1920). Ballett auf französische Themen des 17. und 18. Jahrhunderts. UA 1920 Rom (Teatro Costanzi)
- La pentola magica. Azione coreografica (dt. Der Zaubertopf; 1920). Auf russische Volksliedthemen. UA 1920 Rom (Teatro Costanzi)
- Scherzo veneziano. Commedia coreografica (1920)
- Gli uccelli (dt. Die Vögel; 1928). Ballett auf Themen des 17. und 18. Jahrhunderts. UA 1933 San Remo (Casinò municipale)
- Belkis, regina di Saba (dt. Belkis, Königin von Saba; 1931). Ballett in 7 Bildern. Libretto: Claudio Guastalla. UA 1932 Mailand (Teatro alla Scala)

### Sinfonische Dichtungen
- Römische Trilogie, bestehend aus
  - Fontane di Roma (dt. Die Brunnen von Rom; 1916) – La Fontana in Valle Giulia all’ Alba; La Fontana di Tritone al Mattino; La Fontana di Trevi al Meriggio; La Fontana di Villa Medici al Tramonto.
  - Pini di Roma (dt. Die Pinien von Rom; 1924) – Die Pinien der Villa Borghese; Pinien in der Nähe einer Katakombe; Die Pinien auf dem Gianicolo; Die Pinien der Via Appia.
  - Feste Romane (dt. Römische Feste; 1928) – Circenses, Das Jubiläum; Ottobrata; Befana.
- Vetrate di Chiesa (dt. Kirchenfenster; 1926) – Die Flucht nach Ägypten; Der Erzengel Michael; Die Frühmette der hl. Klara; St. Gregor der Große.
- Gli uccelli (dt. Die Vögel; 1927)
- Impressioni brasiliane (dt. Brasilianische Impressionen; 1927)
- Trittico Botticelliano (dt. Drei Bilder von Botticelli; 1927)

### Sonstige
- Christus, Biblische Kantate (1900)
- Klavierkonzert in a-Moll (1902)
- Burlesca für Orchester (1906)
- Pastorale für Violine und Streicherensemble (1908)
- Sinfonia drammatica (1914)
- Drei Suiten Antiche danze ed arie per liuto (dt. Alte Tänze und Weisen für Laute; 1916/1923/1931) Transkription und Bearbeitung für Orchester
- Àdagio con Variazioni für Violoncello und Orchester (1921)
- Concerto gregoriano für Violine und Orchester (1921)
- Concerto all’antica für Violine und Orchester (1923)
- Rossiniana, Orchestersuite nach Gioachino Rossini (1925)
- Concerto in modo misolidio für Klavier und Orchester (1925)
- Toccata (1928)
- Metamorphoseon, Modi XII (1930)
- Lauda per la natività del signore für gemischten Chor, Soli und Orchester (1930)
- Concerto a cinque für Oboe, Trompete, Violine, Kontrabass, Klavier und Streicherensemble (1933)
- Klavierquintett f-Moll
- Streichquartett D-Dur
- Suite für Orgel und Streicher
- Orgelmusik
- Lieder
- „Variazioni“ für Gitarre, Manuskript undatiert, entstanden wahrscheinlich um 1909; Neuausgabe bei Ricordi
- Bearbeitungen von Werken alter Meister, zum Beispiel Passacaglia in c-Moll nach einer Vorlage von Johann Sebastian Bach (1930)